# Révolution scientifique
Pour les articles homonymes, voir Révolution (homonymie).

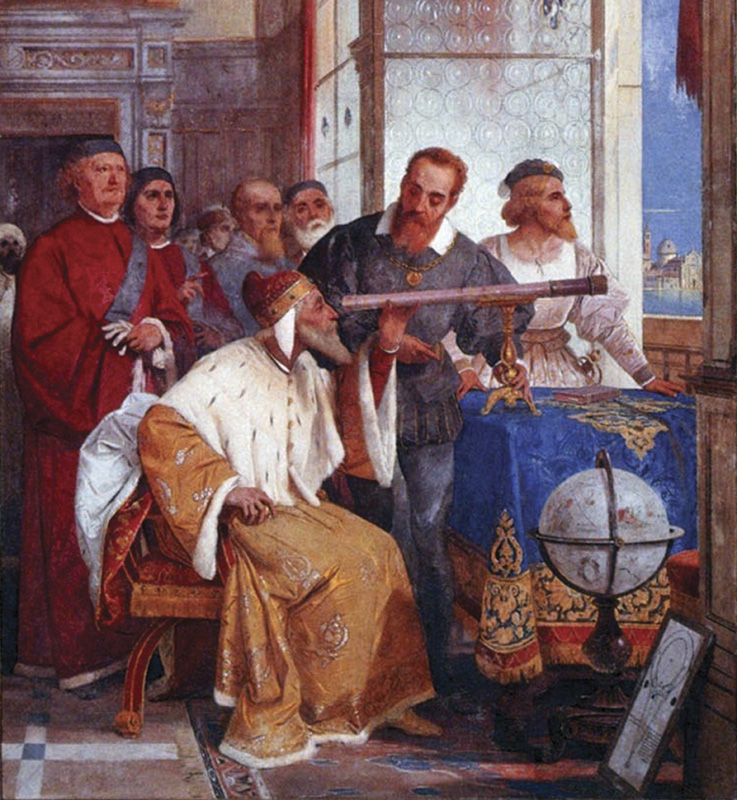
Fresque représentant Galilée et le Doge de Venise, Giuseppe Bertini, 1858

La révolution scientifique  est généralement considérée comme une discontinuité de la pensée scientifique à une époque donnée, cette rupture amenant un champ disciplinaire — ou plusieurs — à se réorganiser autour de principes et axiomes nouveaux.
La notion de « révolution scientifique », portée notamment par Alexandre Koyré (1892, Taganrog - 1964, Paris), Herbert Butterfield (1900, Yorkshire - 1979, Sawston) et Thomas Kuhn (1922, Cincinnati - 1996  Cambridge, Massachusetts), a fait l'objet d'un certain nombre de critiques, car elle implique une rupture totale avec les savoirs anciens.

## Éléments historiques

### Dans les usages
Dans la littérature, par la simple expression de « Révolution scientifique », référence est très souvent faite aux bouleversements qui eurent lieu du XVIe au XVIIIe siècle dans plusieurs domaines des sciences, notamment la révolution mécaniste, souvent appelée la révolution copernicienne (Copernic, 1543, par Torinensis De Revolutionibus Orbium Coelestium. Libri VI.). Historiquement, c'est sans doute l'une des plus grandes « révolutions scientifiques » pour les historiens des sciences contemporains.
Chaque discipline scientifique possède ses « évolutions modernes » : invention du calcul infinitésimal (Newton, 1687 ), hypothèse de la physique quantique  (Planck, 1900 ,), apparition de la relativité (Einstein, restreinte, 1905, ou générale 25 novembre 1915; apres Galilei, 1632), et découverte de la génétique  (Watson et Crick, 1953 ). Elles sont souvent aujourd'hui décrites comme des « révolutions ».
Toutes ces évolutions ne sont pas des ruptures et le sens actuel de « révolution » a donc un sens moins fermé que son acception historique. Révolution désigne une variété d'évolutions considérées comme majeures et fondatrices d'une nouvelle science dans la science.
La question reste ouverte de savoir si les grandes évolutions scientifiques des temps plus anciens sont à considérer sur le même plan (par exemple, l'invention du zéro).

### Histoire de la notion de révolution en science
Le terme de « révolution » est d'usage courant depuis le XVIIIe siècle. Dans l’Encyclopédie, plusieurs auteurs décrivent les apports de scientifiques tel Newton comme des révolutions en science, c'est-à-dire comme initiant le début d'une époque. Le sens évolue sous la plume de scientifiques, d'historiens des sciences et de philosophes. Ainsi, Kant décrit le passage d'un système géocentrique à héliocentrique comme la révolution copernicienne dans sa Critique de la raison pure.
Au XXe siècle, la notion de « révolution scientifique » est repensée pour coller au plus près aux grandes évolutions scientifiques qui se succèdent rapidement depuis le milieu du XIXe siècle.
On distingue la vision de Thomas Samuel Kuhn, où la rupture ne se comprend pas spécifiquement en termes d'avancée, mais de prise de position (les acteurs des révolutions font un choix scientifique qui peut être critiqué, toutefois ces choix se produisent de telle manière qu'ils résultent régulièrement en des progrès de la science), et la vision de Bachelard, où les révolutions scientifiques sont le moteur du progrès de l'humanité (les acteurs des révolutions scientifiques tendent vers une meilleure connaissance et une plus complète approximation de la vérité).

## Des révolutions scientifiques plurielles
L'histoire des sciences souligne plusieurs de ces révolutions :
- la mise au premier plan de la rationalité par les présocratiques grecs (avant Socrate - 470-399 av. J.-C.) ;
- la révolution copernicienne (l'abandon du géocentrisme) ;
- la Révolution scientifique des XVIe et XVIIIe siècles ;
- l'évolution des espèces par la variété et sélection naturelle ;
- les relativité restreinte et relativité générale ;
- la découverte de la structure de l'ADN[9].

Une originalité des révolutions de nature scientifique par rapport aux révolutions politiques, par exemple, réside dans la cruciale conservation des acquis [réf. nécessaire]. Confrontée à ses propres limites (souvent, la découverte d'une inadéquation avec l'expérience, comme en physique), une théorie scientifique amène les éléments intellectuels de son propre échec et de son remplacement par une autre théorie, plus « aboutie » et plus intégrante. Cela veut dire qu'une révolution scientifique est censée être tout à la fois radicale, car elle exprime une nouvelle façon de penser, et conservatrice, car elle doit incorporer les éléments anciens du savoir scientifique sur lesquels elles s'appuient nécessairement [réf. nécessaire].